# کلیسای جامع واول
کلیسای جامع واول (لهستانی: Królewska Bazylika Archikatedralna śś. Stanisława i Wacława na Wawelu) یک کلیسای جامع کاتولیک است که در دژ واول در کراکوف، لهستان واقع شده‌است. این کلیسا که پیشینه‌اش به ۹۰۰ سال پیش بر می‌گردد، جایگاه مقدس ملی لهستان است و به‌طور سنتی تاج‌گذاری فرمانروایان لهستان را میزبانی کرده‌است.